# Море (Терни)
Море је насеље у Италији у округу Терни, региону Умбрија.
Према процени из 2011. у насељу је живело 134 становника. Насеље се налази на надморској висини од 536 м.